# 孤獨冰原島峰
71°12′S 161°18′E / 71.200°S 161.300°E
孤獨冰原島峰（英語：Lonely One Nunatak），是南極洲的冰原島峰，位於維多利亞地的彭內爾海岸，處於兩角山脈西北面30公里，由新西蘭探險隊命名，現由《南極條約體系》管理。